# Christian Dörge/Werkverzeichnis
Diese Seite behandelt das Gesamtwerk des deutschen Schriftstellers, Dramatikers und Musikers Christian Dörge. Sie beinhaltet Listen zu seinen Theater-, Musik- und Buchveröffentlichungen.

## Diskografie

### Studioalben
- 1992: Christian Dörge: Anonymus (Signum-Verlag)
- 1993: Christian Dörge: Lycia (Hall of Sermon)
- 1995: Syria: Ozymandias of Egypt (Derrière Records/Black October Records)
- 1995: Syria: Marrakesh Night Market (Derrière Records/Black October Records)
- 1996: Christian Dörge: Antiphon (Derrière Records/Black October Records)
- 1996: Syria: A Gift From Culture (Sounds of Delight)
- 1999: Syria: Metroland I (Hyperium Records/Black October Records/Rough Trade)
- 2000: Syria: Metroland II (Black October Records)
- 2003: Syria: Slow Night (Radio Etienne Music Entertainment)
- 2004: Christian Dörge: Moldavia (Doppelalbum, Radio Etienne Music Entertainment)
- 2006: Syria: The Return of Saturn (Doppelalbum, Black October Records)
- 2007: Syria: The Kafka Syndrome (Doppelalbum, Black October Records)
- 2008: The Atomic Nurses: Pyjamadrama (Smart Bomb Records)
- 2008: Borgia Disco: Travels in the Scriptorium (Smart Bomb Records)
- 2009: The Atomic Nurses: The Unseen Ladys on Monitor 7 (Smart Bomb Records)
- 2009: Borgia Disco: Conversations with the Iron Orchid (Doppelalbum, Smart Bomb Records)
- 2010: Borgia Disco: 20th Century Ghost (Smart Bomb Records)
- 2010: Christian Dörge: Analog (Doppelalbum, Black October Records)
- 2010: Syria: Sixties Alien Love Story (Black October Records)
- 2011: Christian Dörge: Apotheosis (Doppelalbum, Black October Records)
- 2011: Syria: American Gothic (Black October Records)
- 2012: Syria: The Learner's Dictionary of Style – Best of 2005–2009 (Doppelalbum, Black October Records)
- 2012: Christian Dörge: Tristana 9212 (Doppelalbum, Black October Records)
- 2012: Syria: Flower, Mercy, Needle, Chain (Doppelalbum, Black October Records)
- 2014: Christian Dörge: On Glass (Black October Records)
- 2015: Christian Dörge: The Sound of Snow (Black October Records)
- 2016: Christian Dörge: Cyberpunk (Black October Records)
- 2023: Christian Dörge: Kafkaland (Doppelalbum, Nordwasser Records/Black October Records)
- 2023: Christian Dörge: Lycia, sich entfernen (Nordwasser Records/Black October Records)
- 2023: Christian Dörge: Halbes Superego (Nordwasser Records/Black October Records)
- 2024: Christian Dörge: Mein Körper ist kafkaesk – Ein kammermusikalisches Theaterstück (Nordwasser Records/Black October Records)
- 2025: Christian Dörge: Industrial Empire - Live From Year Zero 24/25 (Live-Album, Nordwasser-Records/Black October-Records)
- 2025: Syria: Slow Night - Expanded & Re-Mastered (Green Room Edition) (Triple-Album, Nordwasser-Records/Black October-Records)

### Kompilationen
- 2002: Syria: Yesterdays with Logical Visitors – Best Of 1993–2000 (Doppelalbum, Radio Etienne Music Entertainment)
- 2008: Syria: Not A Nice Party. A Collection (4-CD-Box, Black October Records)
- 2010: Syria: The Bohemian Sky. A Collection (Doppelalbum, Black October Records)
- 2010: The Atomic Nurses: Lost in the Supermarket 2006–2010 (Doppelalbum, Black October Records)
- 2010: Borgia Disco: The Reflecting Skin 2006–2010 (Doppelalbum, Black October Records)

### EPs
- 1996:Syria: Neverland Things (Derrière Records/Black October Records)
- 1996: Syria: Voodoo Highway (Sounds of Delight)
- 2002: Syria: Never Again (Radio Etienne Music Entertainment)
- 2007: Syria: The Darkwold Detectives (Black October Records)
- 2009: Borgia Disco: Atomic (Smart Bomb Records)
- 2009: Syria: First Person Shooter (Black October Records)
- 2014: Christian Dörge: American Life (Black October Records)
- 2023: Christian Dörge: Mutterkorn (Nordwasser Records/Black October Records)
- 2023: Christian Dörge: Phantasmagorien (Nordwasser Records/Black October Records)
- 2023: Christian Dörge: Danse Macabre (Nordwasser Records/Black October Records)
- 2023: Christian Dörge: Dissonanz im Winter (Nordwasser Records/Black October Records)
- 2024: Christian Dörge: Medusa (EP, Nordwasser Records/Black October Records)
- 2024: Christian Dörge: Sensorium (EP, Nordwasser Records/Black October Records)

### Singles
- 1995: Syria: Giving Ground 1994 (Derrière Records/Black October Records)
- 2002: Syria: Visions of the Sea (Vinyl-Maxi-Single, Rought Trade)
- 2003: Syria: Meanwhile (Radio Etienne Music Entertainment)
- 2003: Syria: Driving Music (Radio Etienne Music Entertainment)
- 2006: Syria: The Mathematics of Smoke (Black October Records)
- 2007: Syria: K-Machines (Black October Records)
- 2008: Borgia Disco: Utopia (Smart Bomb Records)
- 2008: The Atomic Nurses: Short Syntax (Smart Bomb Records)
- 2009: The Atomic Nurses: Suicide Girls (Smart Bomb Records)
- 2010: Syria: Me, White Noise (Black October Records)
- 2011: Syria: Spinning Nitrate (Black October Records)
- 2023: Christian Dörge: Dancing in Berlin (Nordwasser Records/Black October Records)
- 2024: Christian Dörge: Verstärker (Nordwasser Records/Black October Records)
- 2024: Syria: This Is Vengeance (Nordwasser Records/Black October Records)

### Erweiterte Wieder- und Remixveröffentlichungen
- 2001: Syria: Jokertown (Remix) (Vinyl-Maxi-Single, Rough Trade)
- 2001: Syria: Jokertown (Extended Remix) (Vinyl-Maxi-Single, Rough Trade)
- 2008: Christian Dörge: Lycia. Redux (Album, Black October Records)
- 2012: Christian Dörge: Antiphon – Definitive Edition (Album, Black October Records)
- 2013: Christian Dörge: Lycia – 20th Anniversary Edition (Album, Black October Records)
- 2022: Christian Dörge: Lycia - 30th Anniversary Edition (Album, Nordwasser Records/Black October Records)
- 2022: Christian Dörge: Antiphon - Re-Mastered (Album, Nordwasser Records/Black October Records)
- 2024: Syria: Ozymandias Of Egypt – 30th Anniversary Edition (Doppelalbum, Nordwasser Records/Black October Records)
- 2025: Christian Dörge: Nosferatu Rekonstruiert (Single, Nordwasser Records/Black October Records)
- 2025: Christian Dörge: Anonymus Rekonstruiert (Doppel-Album, Nordwasser Records/Black October Records)

## Bibliografie

### Ernste Literatur und Theaterwerke
- Phenomena (Signum-Verlag, Roman – 1987).
- Inferno (Signum-Verlag, zwei Roman-Fragmente – 1998).
- Opera (Signum-Verlag, Texte – 1988).
- Eine Selbstspiegelung des Poeten – Ein Bühnenstück in vier Akten (Signum-Verlag – 1989).
- Das Testament des Orpheus – Ein surrealistisches Drama (Signum-Verlag – 1989)
- Das Gefängnis – Ein Drama in drei Akten (Signum-Verlag – 1991).
- Automatik (Signum-Verlag, Texte – 1991).
- Gift (Verlag Knochen für Bismarck, Texte – 1993).
- Lichter von Paris (Verlag Knochen für Bismarck, Ausgewählte Texte – 1993).
- Tristana – Eine Werkausgabe (Signum-Verlag, Texte), ISBN 978-3-7554-1693-7 (E-Book), ISBN 978-3-7565-1235-5 (Paperback), ISBN 978-3-7565-1238-6 (gebundene Ausgabe), ISBN 978-3-7565-1239-3 (gebundene Kunstdruck-Ausgabe).
- Fast ein Ödipus meine Auslöschung (Signum-Verlag, Texte). ISBN 978-3-7592-3435-3 (E-Book), ISBN 978-3-7598-3625-0 (Paperback), ISBN 978-3-7598-3626-7 (Kunstdruck-Paperback), ISBN 978-3-7598-3632-8 (gebundene Ausgabe), ISBN 978-3-7598-3634-2 (gebundene Kunstdruck-Ausgabe).

### Horror
- Apokryphon, Band 0: Lucrezia ohne Namen (Signum-Verlag), ISBN 978-3-7579-9023-7 (E-Book), ISBN 978-3-7584-5325-0 (Paperback).
- Apokryphon, Band 1: Der träumende Sohn (Signum-Verlag), ISBN 978-3-7579-3379-1 (E-Book), ISBN 978-3-7584-6694-6 (Paperback).
- Apokryphon, Band 2: Nostromo (Signum-Verlag), ISBN 978-3-7592-0680-0 (E-Book), ISBN 978-3-7584-8815-3 (Paperback).

### Kriminalromane und -erzählungen
- Dezember im Nebel (Signum-Verlag), ISBN 978-3-7546-9587-6 (E-Book), ISBN 978-3-7546-9587-6 (Paperback), ISBN 978-3-7565-4750-0 (gebundene Ausgabe).
- Erinnerungen an das Reich Tschaikowskis (Signum-Verlag), ISBN 978-3-7487-9837-8 (E-Book), ISBN 978-3-7549-1747-3 (Paperback), ISBN 978-3-7549-1748-0 (gebundene Ausgabe).
- Der Mann im Schnee (Signum-Verlag), ISBN 978-3-7579-7908-9 (E-Book), ISBN 978-3-7584-2957-6 (Paperback), ISBN 978-3-7584-2960-6 (gebundene Ausgabe).
- Morgen ist gestern (Signum-Verlag), ISBN 978-3-7579-8296-6 (E-Book), ISBN 978-3-7584-3648-2 (Paperback), ISBN 978-3-7584-3652-9 (gebundene Ausgabe).
- Ein Fremder wird gejagt (Signum-Verlag), ISBN 978-3-7579-8137-2 (E-Book), ISBN 978-3-7584-3330-6 (Paperback), ISBN 978-3-7584-3338-2 (gebundene Ausgabe)
- Der bleiche Raum (Signum-Verlag), ISBN 978-3-7592-0887-3 (E-Book), ISBN 978-3-7584-9222-8 (Paperback), ISBN 978-3-7584-9224-2 (gebundene Ausgabe).
- Remembering Tchaikovsky's Empire (engl. Edition, Signum-Verlag), ISBN 978-3-7579-1869-9 (E-Book), ISBN 978-3-7575-3407-3 (Paperback), ISBN 978-3-7575-3410-3 (gebundene Ausgabe).
- Mord in der Universität (Signum-Verlag), ISBN 978-3-7546-9744-3 (E-Book), ISBN 978-3-7565-5078-4 (Paperback), ISBN 978-3-7565-5081-4 (gebundene Ausgabe).
- Das Grab an der Isar (Signum-Verlag), ISBN 978-3-7554-2001-9 (E-Book), ISBN 978-3-7565-2763-2 (Paperback), ISBN 978-3-7565-2776-2 (gebundene Ausgabe).
- Mord in Finstergrund (Signum-Verlag), ISBN 978-3-7579-7296-7 (E-Book), ISBN 978-3-7584-1890-7 (Paperback), ISBN 978-3-7584-1891-4 (gebundene Ausgabe).
- Kafka und der Schatten über dem Fluss (Signum-Verlag), ISBN 978-3-7579-7351-3 (E-Book), ISBN 978-3-7584-1981-2 (Paperback), ISBN 978-3-7584-1983-6 (gebundene Ausgabe).
- Der Schnee (Signum-Verlag), ISBN 978-3-7592-1594-9 (E-Book), ISBN 978-3-7549-2967-4 (Paperback), ISBN 978-3-7549-2968-1 (gebundene Ausgabe).
- Die Insel des letzten Winters (Signum-Verlag), ISBN 978-3-7579-8676-6 (E-Book), ISBN 978-3-7584-4784-6 (Paperback), ISBN 978-3-7584-4786-0 (gebundene Ausgabe).
- Auf Wiedersehen, Mr. Holmes (Signum-Verlag), ISBN 978-3-7579-3424-8 (E-Book), ISBN 978-3-7575-5278-7 (Paperback), ISBN 978-3-7575-5280-0 (gebundene Ausgabe).
- Münchner Mörder-Weihnacht (Signum-Verlag), ISBN 978-3-7546-2279-7 (E-Book), ISBN 978-3-7565-5673-1 (Paperback), ISBN 978-3-7565-5678-6 (gebundene Ausgabe).
- Augsburg im Nebel (Signum-Verlag), ISBN 978-3-7579-4426-1 (E-Book), ISBN 978-3-7575-6345-5 (Paperback), ISBN 978-3-7575-6354-7 (gebundene Ausgabe).
- Stacheldraht (Signum-Verlag), ISBN 978-3-7579-3122-3 (E-Book), ISBN 978-3-7575-4910-7 (Paperback), ISBN 978-3-7575-4911-4 (gebundene Ausgabe).
- Die goldene Nymphe (Signum-Verlag), ISBN 978-3-7579-2026-5 (E-Book), ISBN 978-3-7575-3584-1 (Paperback), ISBN 978-3-7575-3587-2 (gebundene Ausgabe).
- Münchner Blut: Das dunkle Porzellan – Gesammelte Erzählungen (Signum-Verlag), ISBN 978-3-7579-4494-0 (E-Book), ISBN 978-3-7598-6891-6 (Paperback), ISBN 978-3-7598-6895-4 (gebundene Ausgabe).
- Münchner Blut: Morde und Mädchen (Signum-Verlag), ISBN 978-3-7579-4462-9 (E-Book), ISBN 978-3-7598-6900-5 (Paperback), ISBN 978-3-7598-6903-6 (gebundene Ausgabe).
- Münchner Blut: Das Ende einer Party (Signum-Verlag), ISBN 978-3-7592-6392-6 (E-Book), ISBN 978-3-8187 0394-3 (Paperback), ISBN 978-3-8187-0396-7 (gebundene Ausgabe).
- Tödlicher Schnee – Detektive wider Willen (Signum-Verlag), ISBN 978-3-7579-3236-7 (E-Book), ISBN 978-3-7565-3196-7 (Paperback), ISBN 978-3-7565-3197-4 (gebundene Ausgabe).
- Tödliche Epiphanie – Detektive wider Willen (Signum-Verlag), ISBN 978-3-7579-3237-4 (E-Book), ISBN 978-3-7565-2895-0 (Paperback), ISBN 978-3-7565-2897-4 (gebundene Ausgabe).
- Tödliches Venedig – Detektive wider Willen (Signum-Verlag), ISBN 978-3-7579-3213-8 (E-Book), ISBN 978-3-7575-4795-0 (Paperback), ISBN 978-3-7575-4798-1 (gebundene Ausgabe).
- Drei tödliche Masken – Detektive wider Willen (Signum-Verlag), ISBN 978-3-7579-9372-6 (E-Book), ISBN 978-3-7584-5831-6 (Paperback), ISBN 978-3-7584-5834-7 (gebundene Ausgabe).
- Kandlbinder und der süße Tod (Signum-Verlag), ISBN 978-3-7592-1602-1 (E-Book), ISBN 978-3-7549-7658-6 (Paperback), ISBN 978-3-7549-7659-3 (gebundene Ausgabe).
- Kandlbinder und die eiskalte Schöne (USignum-Verlag), ISBN 978-3-7592-1376-1 (E-Book), ISBN 978-3-7549-7717-0 (Paperback), ISBN 978-3-7549-7718-7 (gebundene Ausgabe).
- Kandlbinder und das Mädchen im Bikini (Signum-Verlag), ISBN 978-3-7592-1605-2 (E-Book), ISBN 978-3-7549-7794-1 (Paperback), ISBN 978-3-7549-7795-8 (gebundene Ausgabe).
- Kandlbinder und der Tag der Asche (Signum-Verlag), ISBN 978-3-7592-1607-6 (E-Book), ISBN 978-3-7549-7867-2 (Paperback), ISBN 978-3-7549-7868-9 (gebundene Ausgabe).
- Kandlbinder und die verlorene Tochter (Signum-Verlag), ISBN 978-3-7592-1609-0 (E-Book), ISBN 978-3-7575-2084-7 (Paperback), ISBN 978-3-7575-2089-2 (gebundene Ausgabe).
- Kandlbinder und das Ende aller Straßen (Signum-Verlag), ISBN 978-3-7575-2335-0 (E-Book), ISBN 978-3-7575-2335-0 (Paperback), ISBN 978-3-7575-2346-6 (gebundene Ausgabe).
- Kandlbinder und der Tod des Mannequins (Signum-Verlag), ISBN 978-3-7546-8918-9 (E-Book), ISBN 978-3-7575-8258-6 (Paperback), ISBN 978-3-7575-8260-9 (gebundene Ausgabe).
- Kandlbinder und der dunkle Engel (Signum-Verlag), ISBN 978-3-7579-7213-4 (E-Book), ISBN 978-3-7584-1745-0 (Paperback), ISBN 978-3-7584-1747-4 (gebundene Ausgabe).
- Kandlbinder und die Verdammten (Signum-Verlag), ISBN 978-3-7546-8760-4 (E-Book), ISBN 978-3-7584-6655-7 (Paperback), ISBN 978-3-7584-6657-1 (gebundene Ausgabe).
- Kandlbinder und das ungewisse Dunkel (Signum-Verlag), ISBN 978-3-7579-5420-8 (E-Book), ISBN 978-3-7584-6919-0 (Paperback), ISBN 978-3-7584-6920-6 (gebundene Ausgabe).
- Kandlbinder und das Andromeda-Rätsel (Signum-Verlag), ISBN 978-3-7579-5420-8 (E-Book), ISBN 978-3-7584-7386-9 (Paperback), ISBN 978-3-7584-7388-3 (gebundene Ausgabe).
- Kandlbinder und der letzte Schnee (Signum-Verlag), ISBN 978-3-7579-4198-7 (E-Book), ISBN 978-3-7584-7636-5 (Paperback), ISBN 978-3-7584-7638-9 (gebundene Ausgabe).
- Drei Tage auf dem Land – Ein Fall für Remigius Jungblut (Signum-Verlag), ISBN 978-3-7592-1614-4 (E-Book), ISBN 978-3-7541-4849-5 (Paperback), ISBN 978-3-7541-4850-1 (gebundene Ausgabe).
- Rauch und falsche Spiegel – Ein Fall für Remigius Jungblut (Signum-Verlag), ISBN 978-3-7592-1619-9 (E-Book), ISBN 978-3-7541-5014-6 (Paperback), ISBN 978-3-7541-5017-7 (gebundene Ausgabe).
- Der Tod unter Eis – Ein Fall für Remigius Jungblut (Signum-Verlag), ISBN 978-3-7592-1623-6 (E-Book), ISBN 978-3-7592-1623-6 (Paperback), ISBN 978-3-7541-6588-1 (gebundene Ausgabe).
- Ein Mädchen verschwindet – Ein Fall für Remigius Jungblut (Signum-Verlag), ISBN 978-3-7592-1624-3 (E-Book), ISBN 978-3-7565-1456-4 (Paperback), ISBN 978-3-7565-1457-1 (gebundene Ausgabe).
- Das Lächeln der Witwe – Ein Frankenberg-Krimi (Signum-Verlag), ISBN 978-3-7592-1625-0 (E-Book), ISBN 978-3-7549-3749-5 (Paperback), ISBN 978-3-7549-3751-8 (gebundene Ausgabe).
- Der Fächer der Borgia – Ein Frankenberg-Krimi (Signum-Verlag), ISBN 978-3-7592-1628-1 (E-Book), ISBN 978-3-7549-4806-4 (Paperback), ISBN 978-3-7549-4810-1 (gebundene Ausgabe).
- Fenster am Abgrund – Ein Frankenberg-Krimi (Signum-Verlag), ISBN 978-3-7592-1631-1 (E-Book), ISBN 978-3-7549-5706-6 (Paperback), ISBN 978-3-7549-5709-7 (gebundene Ausgabe).
- Die lasterhafter Tänzerin – Ein Frankenberg-Krimi (Signum-Verlag), ISBN 978-3-7592-1634-2 (E-Book), ISBN 978-3-7549-6602-0 (Paperback), ISBN 978-3-7549-6604-4 (gebundene Ausgabe).
- Die Schwester im Schatten – Ein Frankenberg-Krimi (Signum-Verlag), ISBN 978-3-7592-0544-5 (E-Book), ISBN 978-3-7584-8452-0 (Paperback), ISBN 978-3-7584-8454-4 (gebundene Ausgabe).
- Friesland und das blonde Gift (Signum-Verlag), ISBN 978-3-7579-2726-4 (E-Book), ISBN 978-3-7575-7377-5 (Paperback), ISBN 978-3-7575-7378-2 (gebundene Ausgabe).
- Friesland und das letzte Spiel (Signum-Verlag), ISBN 978-3-7579-4934-1 (E-Book), ISBN 978-3-7579-4934-1 (Paperback), ISBN 978-3-7575-7382-9 (gebundene Ausgabe).
- Friesland und die tote Gräfin (Signum-Verlag), ISBN 978-3-7579-4918-1 (E-Book), ISBN 978-3-7575-7388-1 (Paperback), ISBN 978-3-7575-7389-8 (gebundene Ausgabe).
- Friesland und der gespiegelte Mord (Signum-Verlag), ISBN 978-3-7579-4981-5 (E-Book), ISBN 978-3-7575-7392-8 (Paperback), ISBN 978-3-7575-7394-2 (gebundene Ausgabe).
- Friesland und der eilige Tod (Signum-Verlag), ISBN 978-3-7579-4986-0 (E-Book), ISBN 978-3-7575-7395-9 (Paperback), ISBN 978-3-7575-7396-6 (gebundene Ausgabe).
- Friesland und die Witwen von Hagensmoor (Signum-Verlag), ISBN 978-3-7579-7128-1 (E-Book), ISBN 978-3-7584-1626-2 (Paperback), ISBN 978-3-7584-1629-3 (gebundene Ausgabe).
- Die unheimlichen Fälle des Edgar Wallace – Die Frau im Dunkel (Signum-Verlag), ISBN 978-3-7592-1648-9 (E-Book), ISBN 978-3-7541-4055-0 (Paperback), ISBN 978-3-7541-4058-1 (gebundene Ausgabe).
- Die unheimlichen Fälle des Edgar Wallace – Das Gesicht des Alptraums (Signum-Verlag), ISBN 978-3-7592-1580-2 (E-Book), ISBN 978-3-7541-4175-5 (Paperback), ISBN 978-3-7541-4178-6 (gebundene Ausgabe).
- Die unheimlichen Fälle des Edgar Wallace – Schach mit dem Mörder (Signum-Verlag), ISBN 978-3-7592-1657-1 (E-Book), ISBN 978-3-7541-4481-7 (Paperback), ISBN 978-3-7541-4485-5 (gebundene Ausgabe).
- Die unheimlichen Fälle des Edgar Wallace – Das Seufzen im Atelier (Signum-Verlag), ISBN 978-3-7592-1660-1 (E-Book), ISBN 978-3-7541-5775-6 (Paperback), ISBN 978-3-7541-5777-0 (gebundene Ausgabe).
- Die unheimlichen Fälle des Edgar Wallace – Die Bienenkönigin (Signum-Verlag), ISBN 978-3-7592-1663-2 (E-Book), ISBN 978-3-7549-3943-7 (Paperback), ISBN 978-3-7549-3946-8 (gebundene Ausgabe).
- Die unheimlichen Fälle des Edgar Wallace – Die Schritte in der Dunkelheit (Signum-Verlag), ISBN 978-3-7592-1664-9 (E-Book), ISBN 978-3-7549-6970-0 (Paperback), ISBN 978-3-7549-6975-5 (gebundene Ausgabe).
- Die unheimlichen Fälle des Edgar Wallace – Die verschwundene Mieterin (Signum-Verlag), ISBN 978-3-7592-1665-6 (E-Book), ISBN 978-3-7565-5154-5 (Paperback), ISBN 978-3-7565-5155-2 (gebundene Ausgabe).
- Die unheimlichen Fälle des Edgar Wallace – Die Perlen des Todes (Signum-Verlag), ISBN 978-3-7579-5244-0 (E-Book), ISBN 978-3-7575-7645-5 (Paperback), ISBN 978-3-7575-7646-2 (gebundene Ausgabe).
- Die unheimlichen Fälle des Edgar Wallace – Die tragische Revue (Signum-Verlag), ISBN 978-3-7579-2896-4 (E-Book), ISBN 978-3-7584-7239-8 (Paperback), ISBN 978-3-7584-7246-6 (gebundene Ausgabe).
- Machiavelli und der sündige Engel (Signum-Verlag), ISBN 978-3-7546-8995-0 (E-Book), ISBN 978-3-7575-0770-1 (Paperback), ISBN 978-3-7575-0771-8 (gebundene Ausgabe).
- Machiavelli und die Unsichtbare (Signum-Verlag), ISBN 978-3-7546-7430-7 (E-Book), ISBN 978-3-7575-0976-7 (Paperback), ISBN 978-3-7575-0977-4 (gebundene Ausgabe).
- Machiavelli und das tödliche Erbe (Signum-Verlag), ISBN 978-3-7579-0287-2 (E-Book), ISBN 978-3-7575-1840-0 (Paperback), ISBN 978-3-7575-1849-3 (gebundene Ausgabe).
- Machiavelli und die Teufelin (Signum-Verlag), ISBN 978-3-7579-2277-1 (E-Book), ISBN 978-3-7575-3866-8 (Paperback), ISBN 978-3-7575-3869-9 (gebundene Ausgabe).
- Sartorius und der Fluch von Venedig (Signum-Verlag), ISBN 978-3-7579-5388-1 (E-Book), ISBN 978-3-7575-7859-6 (Paperback), ISBN 978-3-7575-7860-2 (gebundene Ausgabe).
- Sartorius und der Schlaf von Venedig (Signum-Verlag), ISBN 978-3-7579-5512-0 (E-Book), ISBN 978-3-7575-8052-0 (Paperback), ISBN 978-3-7575-8054-4 (gebundene Ausgabe).
- Sartorius und die Erzengel (Signum-Verlag), ISBN 978-3-7579-8241-6 (E-Book), ISBN 978-3-7584-4083-0 (Paperback), ISBN 978-3-7584-4086-1 (gebundene Ausgabe).
- Griefenhagen und der Zauberer (Signum-Verlag), ISBN 978-3-7579-3705-8 (E-Book), ISBN 978-3-7575-5660-0 (Paperback), ISBN 978-3-7575-5665-5 (gebundene Ausgabe).
- Griefenhagen und die Vergeltung (Signum-Verlag), ISBN 978-3-7579-3826-0 (E-Book), ISBN 978-3-7575-5823-9 (Paperback), ISBN 978-3-7575-5824-6 (ghebundene Ausgabe).
- Griefenhagen und die lange Nacht (Signum-Verlag), ISBN 978-3-7592-0167-6 (E-Book), ISBN 978-3-7584-7506-1 (Paperback), ISBN 978-3-7584-7509-2 (gebundene Ausgabe).
- Griefenhagen und der Freumde (Signum), ISBN 978-3-7592-0267-3 (E-Book), ISBN 978-3-7584-7833-8 (Paperback), ISBN 978-3-7584-7835-2 (gebundene Ausgabe).
- Der Tod auf dem See (Signum-Verlag), ISBN 978-3-7554-0600-6 (E-Book), ISBN 978-3-7549-4337-3 (Paperback).
- Jezebel (Signum-Verlag), ISBN 978-3-7546-9493-0 (E-Book), ISBN 978-3-7565-4591-9 (Paperback).
- Drei Morde unterm Weihnachtsbaum (Signum-Verlag), ISBN 978-3-7546-9602-6 (E-Book), ISBN 978-3-7565-4774-6 (Paperback), ISBN 978-3-7565-4776-0 (gebundene Ausgabe).
- Vier Morde unterm Weihnachtsbaum (Signum-Verlag), ISBN 978-3-7579-7771-9 (E-Book), ISBN 978-3-7584-2697-1 (Paperback), ISBN 978-3-7584-2699-5 (gebundene Ausgabe).
- Sechs Morde unterm Weihnachtsbaum (Signum-Verlag), ISBN 978-3-7592-7408-3 (E-Book), ISBN 978-3-8187-3580-7 (Paperback), ISBN 978-3-8187-3598-2 (gebundene Ausgabe).

### Sachbücher
- Lexikon des Horror-Films (Signum-Verlag)/mit Ronald M. Hahn und Volker Jansen, ISBN 978-3-7592-3967-9 (E-Book), ISBN 978-3-7598-4670-9 (Paperback), ISBN 978-3-7598-4682-2 (gebunde Ausgabe).

## Theaterregie (Auswahl)
- 1990: Eine Selbstspiegelung des Poeten – Ein Surrealistisches Drama (Uraufführung: 7. April 1990)
- 1991: Das Testament des Orpheus – Ein Surrealistisches Drama (Uraufführung: 28. April 1990)
- 1991: Das Gesicht – Eine dramatische Miniatrur (Uraufführung: 20. April 1991)
- 1992: Das Gefängnis – Ein Drama in drei Akten (Uraufführung: 16. Juni 1991)
- 1992: Variationen einer literarischen Handschrift – Ein surrealiistisches Drama (Uraufführung: 15. Mai 1992)